# Huashu
El Huashu (chino simplificado: 化 书, chino tradicional: pin 書, pinyin: Huàshū; Wade-Giles: Hua Shu), o el Libro de las Transformaciones, es un clásico taoísta de 930 dC sobre la "alquimia interna" neidan, la subjetividad psicológica y transformación espiritual. En la descripción de Paul Andersen:
"El Huashu es una obra filosófica única del período de las Cinco Dinastías, que sincretiza elementos del pensamiento taoísta, budista y confuciano, y que se ha observado en los últimos tiempos por sus observaciones científicas (por ejemplo, en relación con la óptica y la acústica) y por su énfasis inusual en consideraciones epistemológicas. Su influencia durante la dinastía Song y las dinastías posteriores fue sustancial, tanto dentro de la metafísica taoísta como confuciana, y especialmente como fundamento del pensamiento alquímico." (2007: 517-8) 

## Título
El tema textual y homónimo es hua 化 "transformar, cambiar, convertir, convertir en (físicamente) derretir, disolver, digerir, incinerar, (individualmente) cambiar en, metamorfosearse, tomar la forma de: disfrazarse, (budismo) reencarnar". Wenlin interpreta este personaje chino, "化 huà representa a una persona y una persona al revés. El lado izquierdo es 亻 (人 rén) 'persona'. El lado derecho 匕 fue originalmente 人 boca abajo. Una persona que se voltea, cambia. " El sinónimo más cercano es bian 變 "cambiar, cambiar, convertirse, transformar, adaptar, realizar (magia, etc.) y su compuesto es bianhua 變化" cambio; variar, variación; metamorfosearse; transmutar ". Otros dos compuestos hua comunes son huaxue 化學 (lit." estudio de transformación ")" química "y wenhua 文化 (" alfabetización y transformación ")"cultura; civilización".
Las "transformaciones" de Hua son un tema clave en el libro de Zhuangzi. Por ejemplo, Victor H. Mair lo traduce como "evolución" en este contexto.
   "Disperso y Resbaladizo estaban observando los montículos del Conde de la Oscuridad en el vacío de K'unlun donde el Emperador Amarillo descansaba. De repente, un sauce comenzó a brotar del codo izquierdo de Resbaladizo. Parecía sorprendido, como si le molestara. "¿Te molesta?" preguntó Disperso. "No", dijo Resbaladizo. "¿Por qué debería resentirlo? Nuestras vidas son solo un pretexto prestado. Lo que tomamos prestado para mantener nuestras vidas es simplemente polvo. La vida y la muerte se alternan como el día y la noche. Cuando tú y yo estábamos observando la evolución, nos pusimos al día. Entonces, ¿por qué debería resentirme?" (1994: 169)
James D. Sellmann aclara el significado taoísta de hua.
   "No hay conclusión, ni final para Zhuangzi. Las cosas se transponen y siguen cambiando. Por lo tanto, el significado compasivo y la comprensión empática de la "transformación" como se menciona en el contexto del Zhuangzi abarca todas y cada una de las cosas: en el mundo natural y en el mundo humano. Desde esta perspectiva, la transformación implica una magnitud de significado, o dimensión "espiritual" (en el sentido de "espíritu elevado"). La transformación no es solo cambio de forma (bian 變) o un cambio de cosas y situaciones (yi 易), sino que también implica una renovación completa de la experiencia del significado de la vida (hua 化). Hua proporciona una forma de moverse a través de diversas formas o formas corporales dentro de una especie y entre especies para fusionarse con cada perspectiva única y experimentar una continuidad mística con los detalles de la naturaleza. En el capítulo dos de Zhuangzi, la experiencia mística se describe en estos términos; "el cielo y la tierra nacieron juntos conmigo, y la miríada de cosas y yo somos uno" (5/2 / 52-53). La forma en que hua se expresa en el Zhuangzi es muy reveladora, especialmente en el contexto de la elaboración de la experiencia mística." (1998: 170)
Este "Libro de transformaciones", Huashu del siglo X, escrito por Tan Qiao y editado por Song Qiqiu, debe distinguirse del texto taoísta del siglo XIII, similarmente titulado: Wendi huashu 文帝 化 Book "Libro sobre las transformaciones de Lord Wen" o Zitong dijun huashu 梓潼 帝君 化 書 "Libro de las transformaciones del Divino Señor de Zitong" (tr. Kleeman 1994). Supuestamente se reveló en escritura automática en 1181 y 1194 dC, y detalla las transformaciones de Wenchang 文昌, deidad patrona de las artes literarias, también conocida como Zitong dijun 梓潼 帝君.
El título en español del Huashu es usualmente "Libro de las Transformaciones" o "Libro de Transformación", pero también se traduce como "Libro de las Alternancias" (Moeller 2004: 151)  y no debe confundirse con el Yijing "(Lembert y Schenkel 2002: 213). El" Libro de las Transformaciones "se usa en títulos de libros sobre el Yijing (Anagarika Govinda 1981) y la magia (Marian Green 2001) y el "Libro de Transformación" del Dalai Lama ( 2001).

## Autores
La autoría del Huashu está asociada con tres personas. El canciller del reino del sur Song Qiqiu 齊 丘 la publicó por primera vez bajo su nombre, pero la evidencia sugiere que plagió el Huashu de su autor principal, Tan Qiao 譚, que luego los estudiosos asociaron con otro taoísta más o menos contemporáneo Tan Zixiao 譚紫霄. Didier analiza la autoría en detalle, y cree (1998: 147) "uno razonablemente puede concluir que mientras Tan Qiao escribió la esencia del texto, Sung lo editó y también lo enmendó, y en el proceso corrompió la estructura y la aparente filosofía expresada a través de la obra".

### Song Qiqiu
Song Qiqiu (chino simplificado: traditional 齐 丘, chino tradicional: 宋 齊 邱 / 邱, pinyin: Sòng qíqiū; Wade-Giles: Sung Ch'i-ch'iu; 886-959 dC) fue canciller del reino Tang del sur, que fue uno de los Diez Reinos. Nació en Luling 廬陵 (actual Jiangxi), quedó huérfano cuando era niño y se autoeducó. Mientras servía como oficial en el reino de Wu (907-937), se hizo amigo de Xu Zhigao 徐 之 and y le ayudó a establecer el reino Tang meridional y convertirse en el emperador Liezu (937-943). Song fue nombrado para varios cargos administrativos importantes, incluido el de Canciller de la izquierda. Después de que el emperador murió, Song se retiró al Monte Jiuhua y se llamó Jiuhua Xiansheng 九華 先生 "Anciano de Jiuhua". El sucesor de Liezu, el emperador Yuanzong (943-961), volvió a nombrar a Song como canciller y lo nombró duque de Chu. En 958 CE, Song fue acusado de traición y exiliado a Jiuhua, donde se ahorcó.
Song escribió un prefacio del Huashu todavía existente con fecha 930 CE y publicó el libro con su nombre. A partir de la dinastía Song, algunas ediciones del Huashu se titulaban Qiqiuzi 齊 丘 "[Libro del] Maestro Qiqiu".
La autoría de Song Qiqiu fue desacreditada en el siglo XI. El sacerdote taoísta Chen Jingyuan 陳景 ca (1024-1094 aC) publicó el Huashu con su colofón fechado en 1060 dC, en el que registra la historia de que Song robó el libro a Tan Qiao. Chen escuchó esta historia de su maestro Zhang Wumeng fl 無 fl (aproximadamente 960-1040), quien la escuchó de su maestro Chen Tuan (871-989) que era amigo de Tan Qiao. Este testigo contemporáneo dijo que Tan escribió el Huashu en el Monte Zhongnan 終南 (Shaanxi) y se encontró con Song Qiqiu mientras viajaba por la capital Nanjing hasta el cercano Monte Mao 茅山, que era el centro del Taoísmo de la Suprema Claridad de la Escuela Shangqing. Tan dijo: "Las transformaciones de este libro se transforman sin cesar. Quiero que lo introduzcas y lo transmitas a las generaciones posteriores". Song editó y publicó el libro bajo su propio nombre. Fue llamado póstumamente Choumiu 醜 繆 "Error vergonzoso".

### Tan Qiao
El Huashu fue escrito originalmente por el taoísta Tan Qiao (chino simplificado: 谭 峭, chino tradicional: 譚 峭; pinyin: Tán Qiào; Wade-Giles: T'an Ch'iao; aproximadamente 860 aC-940 aC), a quien Anderson (2007: 518) describe como una "figura sombría".
El libro del siglo X, Xu xian zhuan 仙 傳, "Biografías Continuas de Inmortales", de Shen Fen 沈 fue el primero en hablar de Tan Qiao. Era de Quanzhou (en la actualidad Fujian) y su nombre de cortesía (zi 字) era Jingsheng 景 升 "Brillo Ascendente". Su padre Tan Zhu 譚 洙, que fue director de la "Academia Imperial" de Guozijian durante la dinastía Tang (618-907 CE), lo educó en los clásicos e historias confucianas para prepararlo para el examen imperial. Qiao fue un excelente estudiante pero estaba más interesado en los clásicos taoístas, particularmente en las hagiografías de los xian 仙 "inmortales, trascendentes". Tan Qiao dejó su hogar para estudiar Taoísmo en el Monte Zhongnan y nunca regresó. Después de viajar a través de las montañas Sagradas de China, vivió durante una década en el Monte Song 嵩山 (Henan), donde los sacerdotes taoístas le enseñaron las técnicas alquímicas neidan de bigu 辟穀 "abstención de cereales" y yangqi 養 氣 "nutrir qi", aproximadamente correspondiente con occidental prácticas de inedia. "Vestía pieles en verano y prendas delgadas en invierno, y solía permanecer en la nieve y la lluvia, aparentemente muerto" (Herbert Giles 1898: 710). Esto se compara con la tradición Himalaya del tumo, que todavía es practicada por la escuela Kagyu. El padre de Tan regularmente le enviaba dinero y ropa, que rápidamente gastaba en vino y regalaba. Más tarde se dirigió hacia el sur hasta el Monte Nanyue, o el Monte Heng (Hunan), donde supuestamente perfeccionó el jindan 金丹 "elixir dorado" y pudo cambiar de forma, volverse invisible e ingresar al fuego o al agua sin ser dañado (todas metáforas taoístas para la trascendencia). Finalmente, viajó al Monte Qingcheng 青城 (Sichuan), donde desapareció.
Algunas fuentes confunden a Tan Qiao con un taoísta más famoso Tan Zixiao; ambos tenían el mismo apellido chino, ambos vivieron en el siglo X, y ambos viajaron al sur de China. Esta identificación errónea comenzó con la edición del Huashu en el suplemento de 1607 dC Daozang Wanli xu daozang 萬歷 緒 臧 臧. En su prefacio se menciona que el seudónimo de Tan Qiao (hao 號) era Zixiao Zhenren 紫霄 真人 "Persona perfeccionada de las nubes / cielos púrpuras" (Lembert y Schenkel 2002: 213 traducen "El verdadero hombre del cielo púrpura"). Los nomenclátores e historias posteriores repitieron este seudónimo.

### Tan Zixiao
Tan Zixiao (chino simplificado: traditional; chino tradicional: 譚紫霄; pinyin: Tán Zǐxiāo; Wade-Giles: T'an Tzu-hsiao; circa 910 dC- 995 dC) fue un famoso taoísta de la escuela Zhengyi Dao 正 一. Unidad Ortodoxa.
La biografía más antigua de Tan se encuentra en la "Historia del Tang meridional", Nan Tangshu 12南唐, del siglo XII, de Ma Ling 馬 令 y Lu You 陸游. Tan Zixiao también era de Quanzhou (Fujian), que era parte de Min (Diez Reinos). Era un renombrado sacerdote taoísta (daoshi 道 師) y chamán (wu 巫), y sirvió en la corte del rey Wang Chang 王 昶 (935-939), quien le dio a Tan el título honorífico de Zhengyi Xiansheng 正 一 El "Anciano de la Unidad Ortodoxa / Correcta ". Después de la caída de Min, Tan escapó al Monte Lu (provincia de Jiangxi) y estableció el Daoist Qiyin guan 悽 隱 Ab "Abadía de la vivienda en la ocultación". Supuestamente poseía talismanes antiguos de Zhang Daoling, el fundador de Tianshi Dao "Camino de Maestros Celestiales". Dentro de esta escuela, Tan Zixiao es considerado el fundador de Tianxin zhengfa 天 心 Cor "Métodos correctos del corazón celestial", que es una influyente tradición de sanación taoísta que combina los talismanes automáticos de escritura Tianshi con exorcismos chamánicos. Reflejando el alcance de la celebridad de Tan Zixiao, Li Yu the, el famoso poeta y último rey de Tang del Sur (961-975 dC), convocó al sacerdote taoísta a su corte y le prodigó riquezas y honores.
Didier establece definitivamente que Tan Qiao y Tan Zixiao eran dos personas diferentes. Concluye (1998: 106) que mientras Tan Qiao estaba "involucrado en búsquedas alquímicas místicas  principalmente en el norte entre los años 860 y 940", Tan Zixiao "estaba activo en el trabajo de manipulaciones rituales chamánicas exclusivamente en el sureste entre aproximadamente entre 910 y 995. " Didier (1998: 123-124) diferencia aún más las actividades y afiliaciones de los dos Tans. Tan Qiao "era un excéntrico vagabundo dedicado a la búsqueda interna de la inmortalidad o la perfección que favorecía la soledad y los retiros montañosos remotos a la actividad política y económica perseguida por" Tan Zixiao, quien "era un sacerdote taoísta institucionalizado profesional, es decir, un sacerdote dedicados a métodos chamánicos dirigidos externamente para la curación y la liturgia por el bien de obtener un emolumento ". En términos de afiliación con escuelas de taoísmo religioso, las actividades de Tan Zixiao derivaron principalmente de la secta Zhengyi "Ortodoxa / Correcta" del siglo II del movimiento "Maestros Celestiales" Tianshi, que enfatizaba rituales, registros y talismanes comunitarios. El legado de Tan Qiao era más de la tradición sureña del siglo V de Shangqing, que hacía hincapié en el cultivo personal, la meditación y la visualización.

## Texto
| Capítulo | Chino | Pinyin  | Traducción al español                 | Artículos |
| -------- | ----- | ------- | ------------------------------------- | --------- |
| 1        | 道化  | Daohua  | Camino de las Transformaciones        | 24        |
| 2        | 術化  | Shuhua  | Técnicas de las Transformaciones      | 21        |
| 3        | 德化  | Dehua   | Potencia de las Transformaciones      | 16        |
| 4        | 仁化  | Renhua  | Humanidad de las Transformaciones     | 17        |
| 5        | 食化  | Shihua  | Las Transformaciones de los Alimentos | 15        |
| 6        | 儉化  | Jianhua | La Frugalidad de las Transformaciones | 17        |

La mayoría de los artículos de Huashu comienzan con una parábola o ejemplo que luego elaboran. Los artículos individuales se identifican por capítulo y número, por ejemplo 1.1 Ziji Gong bi 紫  "Estela en el Palacio del Último Púrpura", 1.2 Sheqiao 蛇 雀 "Serpientes y Gorriones" 1.3 Laofeng 老 Old "Árboles de Arce Viejo", 1.4 Ermu 耳目 "Oídos y Ojos". A diferencia de este 1.1 con cuatro caracteres chinos, los otros 109 títulos de Huashu tienen dos caracteres, lo que sugiere corrupción o alteración textual.
La historia textual de Huashu fue analizada por Didier (1998: 127-147) quien diferenció dos líneas de transmisión, el texto "secular" publicado originalmente bajo la autoría de Song Qiqiu y el texto "Daoísta" escrito por Tan Qiao. La primera transmisión se remonta al prefacio de 930 CE de Song, que describe que Huashu tiene 6 capítulos y 110 artículos. La segunda transmisión textual se remonta a la edición 1060 CE de Chen Jingyuan del Huashu atribuida a Tan Qiao. Didier (1998: 131) concluye que en la China del siglo XIV, el libro "era ampliamente conocido y leído".
El texto secular de Huashu, llamado Qiqiuzi 齊 丘 ["[Libro de] Maestro [Canción] Qiqiu" o Canción Qiqiu Huashu 宋 齊 丘 化, está relacionado con la edición del 1144-46 dC Daozang "Canon taoísta" del Huashu. Los textos en este linaje tienen 110 artículos, comenzando con 1.1 "Estela en el Palacio del Último Púrpura". El texto taoísta Huashu, llamado Tanzi 譚 子 "[Libro de] Maestro Tan [Qiao]" o Tanzi Huashu 譚 子 化 is, está relacionado con la edición de Huashu del 1457-1464 Daiwang 代 H (Hubei). Los textos en este linaje tienen 109 artículos, o 110 que comienzan con diferentes títulos 1.1 Daohua 道 化 "Transformaciones de camino" (también el título del capítulo 1) o Shenhua 神化 "Transformaciones del espíritu". Muchas ediciones de Huashu están actualmente disponibles, y el Daozang incluye dos versiones (CT 1044 y 1478).
Basado en las diferencias entre las ediciones del Huashu (caracteres variantes, usos tabú, etc.) y un texto del 1023-33 dC llamado Wuhua 五 化 "Cinco transformaciones" acreditado a Tanzi "Maestro Tan", Didier (1998: 141-44) sugiere el Huashu original tenía 5 capítulos en lugar de 6. Este Wuhua se parece mucho al Huashu, excepto que comienza "El Camino Final tiene cinco transformaciones allí" y que las "Transformaciones Way" (capítulo 1 en textos recibidos) subsume los 5 capítulos del Huashu "Técnicas, Transformaciones de potencia, humanidad, comida y frugalidad ". Su hipótesis de que el texto original de Huashu tenía una estructura quinaria en lugar de sestaria, y que el primer capítulo era el prefacio original de Tan, lo que se ve reforzado por la importancia del 5 entre los números en la cultura china. Tomemos por ejemplo los artículos de Huashu Wuxing 五行 "Cinco fases / Elementos" (4.2) y Wuchang 五常 "Cinco constantes [Virtudes]" (3.1).

## Contenido
Mientras que generaciones de literatos chinos han estudiado el Huashu como un texto filosófico, notablemente en términos de neoconfucianismo, los eruditos occidentales están empezando a apreciarlo. Alexander Wylie (1901: 158-159) describió por primera vez el libro, "El 書 書 Hwa shoo o" Libro de las Transformaciones ", escrito por 譚 峭 T'an Seaou en la primera parte del siglo X, es un tratado ético, fuertemente impregnado de las tendencias taoístas". La primera traducción en idioma europeo del Huashu fue en alemán. Alfred Forke (1934: 338-49) discutió la filosofía de Tan Qiao y tradujo más de 20 artículos.
Joseph Needham y otros que estudian la historia de la ciencia y la tecnología en China han redescubierto el Huashu, al que llamó (1956: 444) "un trabajo de mucha importancia".
Al evaluar los textos proto-científicos chinos de las dinastías Tang y Song, Needham cita Xingying 形影 "Objetos e imágenes" (1.7),
   "De todos estos libros, el más original desde el punto de vista de la filosofía de la ciencia es probablemente el Huashu. [Tan Qiao] (si fuera realmente su autor) desarrolló un tipo especial de realismo subjetivo, en el cual enfatizó que aunque el mundo externo era real, nuestro conocimiento del mismo estaba tan profundamente afectado por factores subjetivos que su completa realidad no podía ser capturada (esto, por supuesto, es un intento de expresar su punto de vista en términos modernos). Primero considera una regresión infinita de imágenes de un objeto en espejos planos opuestos. La forma y el color del objeto ([xing] 形) se conservan perfectamente en cada una de las imágenes sucesivas (ying 影). Como puede existir sin ellos, no está solo y en sí mismo completo ([shi] 實), pero como reproducen perfectamente su forma y color, no están en sí mismos vacíos ([xu] 虛); o, como podría decirse en términos modernos, no es completamente real, pero no son completamente irreales. Ahora lo que no es ni real ni no real, concluye [Tan Qiao], es similar al Tao." (1956: 450)
Moeller (2004: 152) nota que la habitación de espejos paralelos de Tan "obviamente está en deuda con un ejemplo budista anterior". El patriarca Huayan Fazang usó una estatua iluminada del Buda dentro de una habitación de espejos espejados para ilustrar la red de Indra a la Emperatriz Wu Zetian. Needham adicionalmente (1956: 450) cita un ejemplo zoológico de subjetividad de Xiaoji 梟 雞 "Búhos y gallinas" (1.9) - escrito ocho siglos antes de que John Locke hiciera la distinción de calidad primaria / secundaria. "Para el búho, [Tan Qiao] dice: la noche es brillante y el día es oscuro, para la gallina lo contrario, en cuanto a nosotros mismos. ¿Cuál de los dos, pregunta, en buen estilo taoísta, debe ser considerado 'normal 'y cual 'anormal '? "
Needham (1956: 451) se refiere a Shehu 射 虎 "Disparos Tigres" (1.11), que relaciona las ilusiones ópticas con la filosofía de percepción taoísta. "Un hombre puede disparar a una piedra a rayas", dice, con la impresión de que se trata de un tigre o a una ondulación en el agua, con la impresión de que es un cocodrilo. Además, incluso si estos animales están realmente allí, su la atención puede estar tan concentrada en ellos que simplemente no verá las piedras o el agua a su lado".
El artículo del Huashu Sijing 四 鏡 "Cuatro lentes" (1.10), con la referencia más antigua conocida a los tipos básicos de lentes simples, ilustra metafóricamente el relativismo y, en términos modernos, el idealismo subjetivo.
   "Siempre he tenido cuatro lentes. La primera se llama [gui] 璧 (el 'cetro', una lente divergente bi-cóncava). La segunda se llama [zhu] 珠 (la 'perla', biconvexa). La tercera se llama [zhi] 砥 (la 'piedra de afilar', plano-cóncava). La cuarta se llama [yu] 盂 (el 'cuenco', plano-convexo). Con [gui] el objeto es más grande (que la imagen). Con [zhu] el objeto es más pequeño (que la imagen). Con [zhi], la imagen aparece en posición vertical. Con [yu] la imagen aparece invertida. Cuando uno mira figuras o formas humanas a través de tales instrumentos, uno se da cuenta de que no existe algo (absoluto) grande o pequeño, corto o largo, bello o feo, deseable u odioso. (tr. Needham 1956: 451, 1962: 117)
Needham señala que el tratado de 1593 De refracción de Giambattista della Porta, en su parte de óptica, fue el primer tratamiento europeo de estos tipos de lentes fundamentales.
Dahan 大 含 "Gran contención" (1.24) discute cómo el sonido se origina de las perturbaciones en el qi 氣 "aire, vapor, pneuma, energía, fuerza vital", una teoría que Needham (1962: 207) llama "mucho más avanzada que la concepción pitagórica" de sonidos como un material compuesto de números".
"El vacío ([xu] 虛) se transforma en potencia (mágica) (shen 神). El poder (Mágico) se transforma en [qi]. [Qi] se transforma en cosas materiales ([xing] 形). Las cosas materiales y [qi] cabalgan unas sobre otras ([xing qi xiang cheng] 形 氣 相乘), y así se forma el sonido. No es el oído el que escucha el sonido sino el sonido que, por sí mismo, se abre camino en el oído. No es el valle el que, por sí mismo, emite un sonido que hace eco, sino que el sonido mismo llena todo el valle."
   "Una oreja es un pequeño hueco ([qiao] 竅) y un valle es un gran hueco. Las montañas y las marismas son un "pequeño valle" y el Cielo y la Tierra son un "gran valle". (Hablando teóricamente, entonces) si un hueco emite sonido, diez mil huecos darán sonido; si el sonido se puede escuchar en un valle, debe escucharse en todos los diez mil valles. El sonido conduce (de nuevo) a [qi]; a poder (mágico) (shen 神); (mágico) conduce de energía (de nuevo) al vacío. (Pero) el vacío tiene en él (la potencialidad del) poder. El poder tiene en él (la potencialidad para) [qi]. [Qi] tiene en él (la potencialidad) del sonido. Uno lleva (de nuevo) al otro, que tiene (una potencialidad para) el primero dentro de sí mismo. (Si esta reversión y producción se prolongaran) incluso los pequeños ruidos de mosquitos y moscas podrían llegar a todas partes." (tr. Needham 1962: 207-208)
Varios otros artículos de Huashu mencionan esta serie transformacional taoísta entre xu 虚 "vacío, vacío", shen 神 "espíritu, dios", qi 氣, y xing 形 "forma, material; cosas materiales". Se dice que volverá reversible a vacío (1.1), que existe en todas partes (1.3), que todos sean uno (1,16), que contienen todos los demás (2.19), para transformar la vida a la muerte y de nuevo a vacío (1,20) y, agregando una transformación de xing a jing 精 "esencia" (ver los Tres Tesoros), para subyacer a todos los problemas humanos (1.15).
Otros eruditos citan al Huashu de Needham. Galeotti, Menconi y Fronzoni (2003: 90) sugieren "referencias sorprendentes al efecto mariposa" en "Gran contención" (1.24). Davies (2003: 4) compara el libro de Francis Crick La hipótesis asombrosa con "Shooting tigers" (1.11) que utiliza "ilusiones ópticas y la falta de atención humana para presionar la opinión de que elegimos algunos aspectos de la realidad para formar nuestra imagen del mundo."
El Huashu tiene un significado incalculable para las historias de la filosofía y la ciencia. Un último ejemplo menciona el condicionamiento clásico un milenio antes de que Ivan Pavlov lo descubriera. Geng Xin 庚辛 "El Geng y Xin [Familias]" (5.10) relata cómo dos vecinos, nombrados figurativamente los vástagos 7 y 8, usaron diferentes materiales para construir estanques de peces.
   "El estanque de peces del Geng tenía una baranda de bambú que hacía sonar un ce-ce cuando se apoyaba, y el de Xin tenía uno de madera que producía un sonido tang-tang 堂堂. Ambas familias alimentaban sus peces diariamente y los peces aprendían a saltar fuera del agua cuando escuchaban estos sonidos. Pero incluso si no los estaban alimentando, los peces saltaban cada vez que escuchaban estos sonidos respectivos. Por lo tanto, el pez Geng podría ser llamado con ce-ce y el pez Xin con tang-tang. [庚 氏 穴 池, 构 竹 为 凭 槛, 登 之 者 其 声 “策 策” 焉. 辛 氏 穴 池, 构 木 为 凭 槛, 登 之 者 其 “堂堂” 焉. 二 氏 俱 牧 鱼 于 池中, 每 凭 槛 投 饥, 鱼 必 踊跃 而出. 他日 但 闻 “策 策” “堂堂” 之 声, 不 投饵 亦 踊跃 而出, 则 是 庚 氏 之 鱼 可 名 “策 策”, 辛氏 鱼 鱼 名 名 "堂堂", 食 之,])
El Huashu, a diferencia de la mayoría de los demás clásicos taoístas, no está disponible en la traducción al inglés, con las excepciones no publicadas de una tesis de maestría y una disertación de doctorado.